# Теодорих II
Вижте пояснителната страница за други личности с името Теодорих.
Теодорих II или Теудерих II (Theuderich II.; на латински: Theudericus; * 587; † 613, Метц) е крал на франките от Меровингите. Той е крал на Бургундия (596 – 613) като Теодорих I и крал на Австразия (612 – 613), с резиденция в Орлеан.

## Живот
Той е вторият син на крал Хилдеберт II, крал на Австразия и на Бургундия (592 – 595), и го наследява след неговата смърт.
През 589 г. е изпратен от баща си за регент в Шалон, а брат му Теодеберт II е поставен в Соасон. След смъртта на баща им на 26 години през 596 г., те са под регентството на баба им Брунхилда. През 598/599 г. вражеските благородници гонят Брунихилда и тя намира подслон в Бургундия при внука си Теудерих. През 612 г. той побеждава брат си Теодеберт при Тул и Цюлпих и влиза с триумф в Кьолн. Теодеберт и синовете му попадат в плен и са убити.
Теодорих умира на 25 години в резиденцията си Метц. Брунхилда издига веднага правнука си Сигиберт II за крал, което води до нейното залавяне и предаване на Хлотар II (крал на Неустрия), който я убива през 613 г. заедно с двама от нейните правнуци – най-малкият, Меровех, като кръщелник на Хлотар е оставен жив, вторият, Хилдеберт, успява да избяга; от двамата няма повече сведения.

## Фамилия
Теодорих има четири деца, чиято майка не е известна:
- Сигиберт II (* 602, † 613)
- Хилдеберт (* 602)
- Корб (* 603, † 613)
- Меровех (* 604)

Теодорих се жени втори път за Ерменберга, дъщеря на Витерих, крал на вестготите в Испания. Тя заминава през 606 г. да се омъжи за него, но скоро след нейното пристигане в двореца, той я изпраща обратно през 607 г. при баща ѝ като задържа нейния чеиз.